# Piper obovatifolium
Piper obovatifolium är en pepparväxtart som beskrevs av William Trelease. Piper obovatifolium ingår i släktet Piper och familjen pepparväxter. Inga underarter finns listade i Catalogue of Life.